# Гуго III де Бо
Гуго III де Бо (фр. Hugues III des Baux, ум. 1239/1240) — сеньор де Бо, виконт Марселя. Основатель старшей линии дома де Бо.

## Биография
Старший сын Бертрана I де Бо, принца Оранского, и Тибурги (II) Оранской.
Унаследовал замки Бо, Тренкетай и другие, составлявшие основу сеньории де Бо. В 1195 женился на Баррали, дочери виконта Марселя, и стал его наследником. Поначалу поддерживал хорошие отношения с соседями, Педро II Арагонского он даже сопровождал в поездку в Рим в 1204 за королевской короной.
Даже с графом Прованса отношения были неплохие: 8 октября 1206 Альфонс II дал ему как фьеф замки Моссан и Мурье, и утвердил за ним все владения в Марсельском графстве, которые он держал по праву жены; они даже заключили договор о союзе и взаимной помощи. Утвердить свою власть в Марселе оказалось непросто. Когда в 1208 умер его тесть Барраль, марсельцы извлекли из монастыря Сен-Виктор его настоятеля, брата Барраля Ронселена, и провозгласили его сеньором города. Гуго обратился к папе Иннокентию III, и тот отлучил Ронселена и пригрозил марсельцам тем же, если они не вернут Гуго его наследство. 
В это время начались альбигойские войны, расколовшие Прованс и стоившие жизни брату Гуго Гильому Оранскому. Марсельцы сочувствовали борьбе Лангедока за свободу, поддерживали Раймонда VII Тулузского и были в сложных отношениях с графом Прованским. В 1216 началось восстание Марселя, Арля, Авиньона и Ниццы. В 1222 архиепископ Арля отлучил марсельцев от церкви. Гуго примкнул к союзу восставших городов.

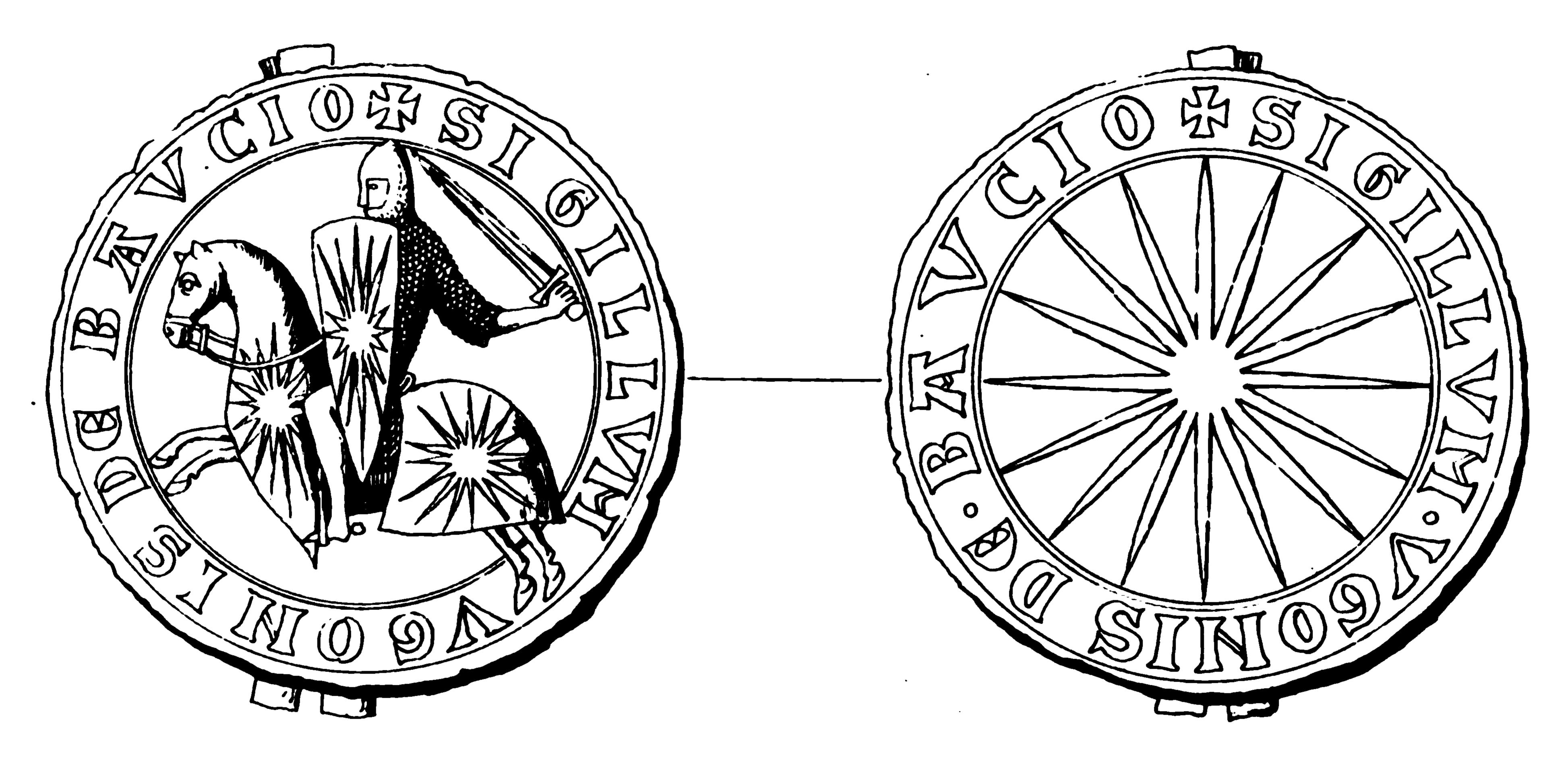
Печать Гуго III де Бо

Под давлением императора Фридриха II мир между графом Прованса и Марселем был заключен при посредничестве Гильома, графа Женевского, 23 декабря 1229, после договора в Мо, который положил конец Альбигойской войне. Гуго III де Бо уступил графу Прованса свои права на город Сен-Женьес и сеньорию Роквер, и обязался воздерживаться от любой коалиции с каким-либо городом, если это может нанести вред графу.
Соглашение продержалось недолго. 7 ноября 1230 синдики Марселя признали Раймонда VII Тулузского своим сеньором, а Гуго де Бо 2 декабря засвидетельствовал этот акт. Затем, в союзе со своим племянником Раймондом де Берр, он участвовал в войне против Раймонда Беренгария IV, который его разбил, взял в плен, заключил в Эксе и конфисковал его земли и замки (1231).
Продолжение этой вражды нарушало замыслы Фридриха II, желавшего положить ей конец, чтобы использовать войска Прованса в  крестовом походе. Было решено, что лучшим посредником на переговорах с графом Тулузы будет сам Гуго, поэтому 14 июля 1231 был подписан договор о его освобождении под залог в тысячу марок серебром. На эту сумму за Гуго поручились синдики Арля и подеста Персиваль Дориа. Война, однако, не прекратилась. 19 сентября 1232 император поручил Каю де Гурзано, своему доверенному лицу в Провансе, добиться от противников хотя бы перемирия, под угрозой быть вызванными ко двору и подвергнутыми имперской опале. Гурзано также решил использовать Гуго, и 14 мая 1233 договорился с графом Прованса о его освобождении уже за 1500 марок серебром, к каковой сумме Гуго прибавил замки Кастелле, Бо и Эгий.  
Освободившись, он провел успешные переговоры с Раймондом VII Тулузским, и в награду получил от графа Прованса вместе с окончательной свободой возвращение земель и замков, которые были конфискованы (1233). 
Раймонд VII Тулузский воспользовался этим замирением, чтобы в 1234 просить у папы возвращения Конта-Венессена. Он был поддержан в этом требовании Людовиком IX, который в мае 1234 женился на Маргарите, дочери Раймонда Беренгария, а также Фридрихом II, который совершил резкий поворот в своей политике, выступив против Рима. После уклончивого ответа папы граф Тулузский решил сам восстановить справедливость: он пересек Рону, несмотря на отлучение, которому его подвергли (4 августа 1234), осадил и взял Тараскон, а затем отправился в Италию к Фридриху II, который в следующем месяце, дипломом, выданным в Монтефьясконе, дал ему как фьеф имперские земли, принадлежавшие дому Сен-Жилей и в течение восьми лет находившиеся под контролем церкви.
Получив инвеституру, Раймонд вернулся в Прованс, и его войска под командованием сенешаля в Венессене Барраля де Бо (сына Гуго), также отлученного от церкви по этому случаю, заняли эту область. Война закончилась в 1237 договором, по которому Раймонд обязался перед папой выдать свою единственную дочь Жанну за Альфонса де Пуатье. 
Самому Гуго все эти войны нанесли немалый ущерб. Он был вынужден продать ряд замков, городов и прочих владений, чтобы уплатить кредиторам.

## Семья
Жена (1195): Барраль Марсельская (ум. до 1234), дочь Раймонда Жоффруа (Барраля), виконта Марселя, и Алазасии (Аделаиды) Порселле
Дети: 
- Барраль I де Бо, виконт Марселя, граф д'Авеллино
- Жильбер (ум. 1243). Жена (до 1241): Сибилла Марсельская (ум. после 1261), сеньора Тулона, дочь Жоффруа, виконта Марселя, и Гильельмы де Блака. Умер бездетным
- Алазасия де Бо (ум. до 1274). Муж: Гильом де Пертюи из рода де Сабран, графов де Форкалькье
- Сесилия (ум. до 1234)